# Mario Abdo Benítez

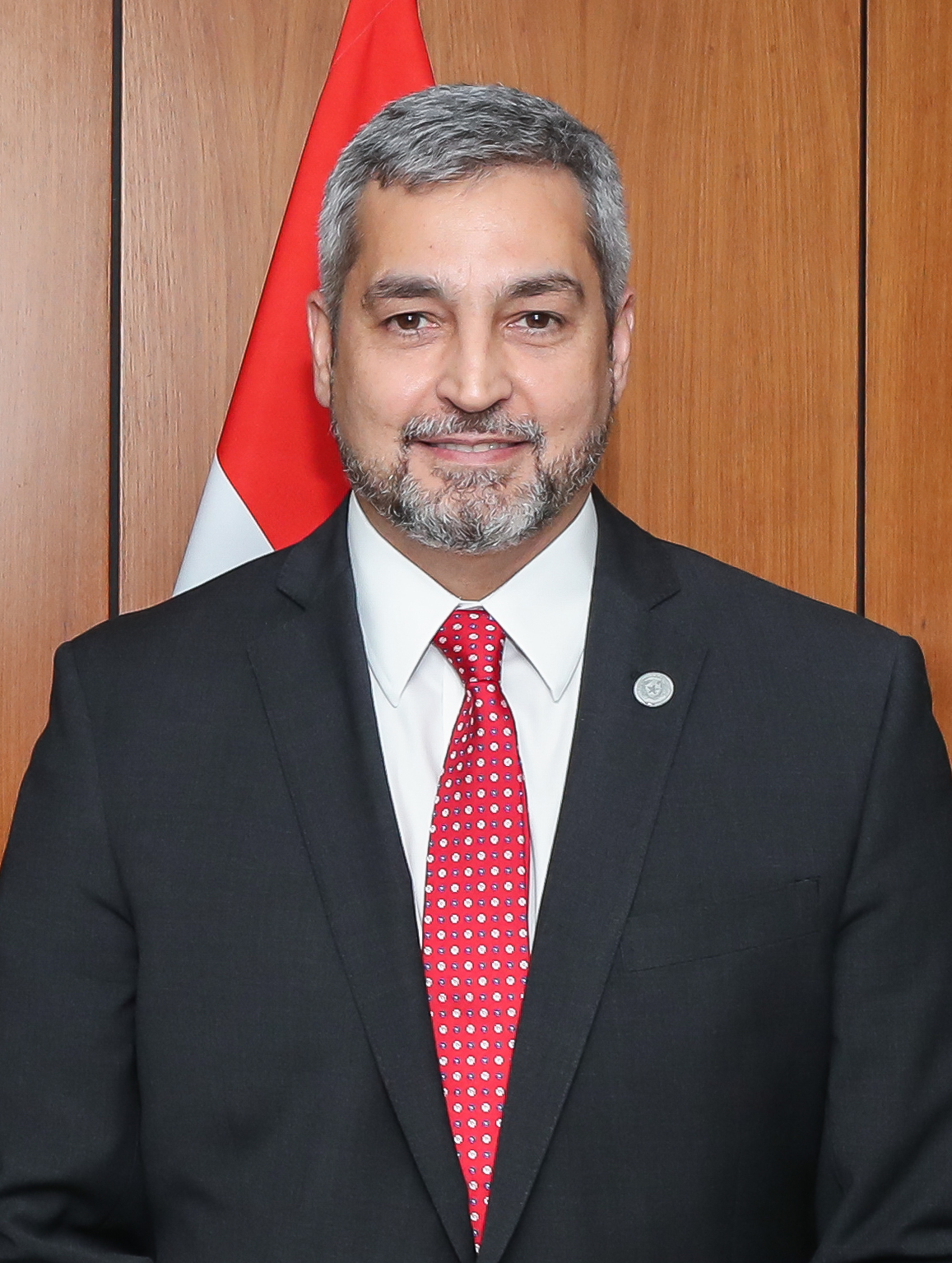
Mario Abdo (2021)

Mario Abdo Benítez, auch bekannt als Marito (* 10. November 1971 in Asunción, Paraguay), ist ein paraguayischer Politiker (Partido Colorado). Vom 15. August 2018 bis zum 15. August 2023 war er Staatspräsident Paraguays. Zuvor war Abdo von 2015 bis 2016 Präsident des paraguayischen Senats.

## Leben
Mario Abdo Benítez verwendet den Vornamen Marito zwecks Abgrenzung von seinem gleichnamigen Vater. Er stammt aus einer traditionell politisch aktiven Familie; sein Vater war zeitweise Privatsekretär des ehemaligen Diktators Alfredo Stroessner. Gegenüber der paraguayischen Presse erwähnte Abdo, dass Stroessner zwar viel für das Land geleistet hätte, distanzierte sich jedoch von den damals begangenen Menschenrechtsverletzungen.
Seinen 1989 angetretenen Dienst in den Streitkräften Paraguays schloss er mit dem Rang eines Unterleutnants der Reserve der Luftstreitkräfte ab. Danach absolvierte er ein Marketing-Studium an der Teikyo Post University in Waterbury (Connecticut) in den USA.

## Politische Laufbahn
Seine eigene politische Karriere begann im Jahre 2005 innerhalb der rechtskonservativen Colorado-Partei. Zu seinen wichtigsten politischen Ämtern gehörten das des Vizepräsidenten seiner Partei von 2008 bis 2011 sowie von 2015 bis 2018 das des Präsidenten des paraguayischen Senats. Im Dezember 2017 setzte er sich bei den parteiinternen Vorwahlen zur Präsidentschaftskandidatur mit 51,0 % der Stimmen gegen den vom bisherigen Staatspräsidenten Horacio Cartes favorisierten ehemaligen Finanzminister Santiago Peña durch, der 43,2 % der Stimmen erhielt.  Bei der Präsidentschaftswahl am 22. April 2018 setzte er sich mit 46,5 % der Stimmen gegen Efraín Alegre, den Kandidaten der Partido Liberal Radical Auténtico, durch, der auf 42,7 % kam. Am 15. August 2018 übernahm Abdo von seinem Vorgänger Horacio Cartes die Präsidentschaft, die er bis zu seiner Ablösung durch Santiago Peña am 15. August 2023 innehatte.